# Gnathopleura quadridentata
Gnathopleura quadridentata är en stekelart som beskrevs av Robert A.Wharton 1986. Gnathopleura quadridentata ingår i släktet Gnathopleura och familjen bracksteklar. Inga underarter finns listade i Catalogue of Life.